# Javier Sotomayor
Javier Sotomayor Sanabria (Limonar, Matanzas, Cuba, 13 de octubre de 1967) es un exatleta cubano, considerado el mejor de la historia en salto de altura. Logró un título olímpico, dos campeonatos mundiales, cuatro en pista cubierta y tres títulos panamericanos, entre otros. Su primera plusmarca la obtuvo con dieciséis años. Ostenta el récord mundial desde 1993 con un salto de 2,45 m que sigue imbatido.
En 1993, recibió el Premio Príncipe de Asturias de los Deportes, pero en el ocaso de su carrera fue suspendido en dos ocasiones debido al involucramiento con sustancias prohibidas.

## Trayectoria

### Primeros años
Los primeros pasos en el atletismo de Javier Sotomayor los dio muy joven. A los diez años ya practicaba el salto de altura, a pesar de que se mostraba muy temeroso de la prueba y prefería las carreras de velocidad. A los trece, cuando su entrenador era Carmelo Benítez, logró una marca de 1,65 m, y a los catorce, se dice que superaba los dos metros. Por esos méritos la joven promesa obtuvo una beca para estudiar en la Escuela Superior de Perfeccionamiento Atlético (ESPA), donde comenzó a ser entrenado por José Godoy. Aunque a veces su ánimo decaía, era su abuelo el que lo motivaba a cumplir con sus tareas.
En 1984, a los dieciséis años, estableció la marca mundial juvenil aún vigente de 2,33 m en La Habana. De hecho, él ostenta las tres mejores marcas de esa categoría, siendo las otras de 2,31 m (La Habana) y 2,30 m (Londres), todas conquistadas en el mismo año. En 1986 asistió al primer campeonato mundial junior, que tuvo lugar en Atenas, Grecia, y se agenció el primer lugar con un salto de 2,25 m. Ya un año antes había asistido a una competición en categoría senior en los Juegos Mundiales en Pista Cubierta en los que se ubicó en el segundo puesto con un resultado de 2,30 m. 
Para 1987 se estrenó en dos importantes eventos: en los Juegos Panamericanos de Indianápolis, donde obtuvo el primer lugar y registro de 2,32 m y en el campeonato mundial de Roma, en el que se ubicó en el noveno puesto con marca de 2,29 m.

### Récords mundiales
El año 1988, Sotomayor se sumó a la élite del atletismo cuando contaba con veinte años cumplidos. En el Gran Premio Diputación de Salamanca, España, el 8 de septiembre superó por un centímetro el récord mundial de 2,42 m del sueco Patrik Sjöberg. De esta manera, se convirtió en el quinto plusmarquista en la historia del atletismo cubano. Por dicha hazaña fue reconocido como el mejor deportista mundial masculino por la Asociación Española de Prensa Deportiva.
Cabe agregar que ese año se vio impedido de asistir a los Juegos Olímpicos de Seúl, debido al boicot en el que participó Cuba junto a otros países en apoyo a Corea del Norte. Tiempo después aseveraría que, lejos de sentirse frustrado, era una decisión que los atletas cubanos entendían «perfectamente».
Los buenos resultados continuaron en 1989 cuando implantó nuevas marcas mundiales, tanto en pista cubierta como al aire libre. En el primero de ellos, alcanzó los 2,43 m en el campeonato mundial en pista cubierta de Budapest (Hungría) y en el campeonato centroamericano y del Caribe de atletismo de San Juan (Puerto Rico) superó su propio registro absoluto con un salto de 2,44 m el día 29 de julio. 
Sin embargo, en 1990 una lesión en el pie lo alejó de las competiciones. Además, su entrenador José Godoy falleció a principios de año, lo que representó un fuerte golpe emocional para Sotomayor. Pese a todo, y bajo la dirección de su nuevo entrenador Guillermo de la Torre, regresó con la  conquista de la medalla de oro en los Juegos Centroamericanos y del Caribe de la Ciudad de México. Luego, en 1991 hizo su segunda aparición en un campeonato mundial, el cual tuvo lugar en Tokio (Japón) y se ubicó segundo con 2,36 m siendo superado por el estadounidense Charles Austin con 2,38 m. Asimismo, en marzo de ese año compartió el tercer puesto con el soviético Alexei Yemelin (2,31 m) en el campeonato mundial en pista cubierta de Sevilla; y en agosto se agenció su segunda victoria consecutiva en Juegos Panamericanos con una marca de 2,35 m los cuales se desarrollaron en su país.

### Cúspide de su carrera
El año 1992, Sotomayor asistió por primera ocasión a los Juegos Olímpicos. El evento se desarrolló en Barcelona, y fue parte de un conjunto de renombrados deportistas cubanos que ha logrado el mayor número de victorias olímpicas para el país caribeño en la historia. Entre ellos se encontraban Ana Fidelia Quirós, Félix Savón, Orlando Hernández, y Orestes Kindelán. «Soto» aportó su medalla dorada y primer triunfo olímpico cuando ganó con la marca decisiva de 2,34 m la cual sobrepasó en el primer intento; al contrario que Patrik Sjöberg, Tim Forsyth, Artur Partyka, y Hollis Conway, competidores que la superaron en el segundo ensayo. Según sus palabras, dicha competencia fue la que le generó más nerviosismo y ansiedad en toda su carrera.
Nuevos éxitos llegaron en 1993, cuando ganó el campeonato mundial en pista cubierta de Toronto (Canadá) con una marca de 2,41 m por lo que recobró el título perdido dos años antes. Meses después, y previo a la cita mundial de Stuttgart (Alemania), Sotomayor participó en la reunión anual de Salamanca el 27 de julio.
En ese momento, había quienes consideraban que la marca lograda por el cubano en Barcelona un año antes había sido mediocre. Se decía también que la prueba pasaba por un momento de crisis, y además se conjeturaba acerca de los efectos negativos de los controles antidopaje en los atletas. En ese contexto, Sotomayor volvió a ubicarse en el tope de la prueba en Salamanca, donde había conseguido su primera plusmarca. Ese día realizó tres saltos exitosos de 2,23 m; 2,32 m y 2,38 m, en un solo intento. Por último pidió la marca de los 2,45 m que superaba su propia marca mundial por un centímetro. Sin viento y con temperatura alta, falló el primer salto. Pero el objetivo estaba claro y lo volvió a intentar. El periódico El País relata aquel momento: 

De pie, a pocos metros de la varilla, repasó mentalmente su salto: la carrera y el despegue. Cuando revisó la película en la cabeza, suspiró, abrió los ojos y se lanzó con una carrera medida y potente. Era el gran Sotomayor. Tenía la potencia y la agilidad del muchacho que comenzó a asombrar a sus rivales cuando apenas había cumplido 18 años. La carrera y la batida fueron tremendas. Sotomayor se elevó oblicuo a la varilla, dobló la espalda y tocó el listón con la parte dorsal. Las piernas pasaron después de un extraordinario golpe de riñones. Aunque la varilla se tambaleaba, el saltador cubano estaba seguro de que no caería. Salió como un huracán de la colchoneta y se abrazó a Guillermo de la Torre. Acababa de batir el récord y de recobrar todo el poderío de sus mejores días...

En agosto, refrendó su buen estado de forma en Stuttgart con el segundo título mundial de su carrera con un salto de 2,40 m. De esta manera, el caribeño había logrado en dos años los máximos logros para cualquier atleta: los campeonatos olímpico y mundial, y la plusmarca de la prueba. Esos resultados no pasaron desapercibidos para la Fundación Príncipe de Asturias que le adjudicó el Premio Príncipe de Asturias de los Deportes en noviembre. Herminio Menéndez, jefe de gabinete del Consejo Superior de Deportes, opinó sobre Sotomayor: «es una gran referencia para la juventud cubana. Además de un campeón, es una persona sencilla, afable, que sigue en su país pese a que podría disfrutar de todas las comodidades en Estados Unidos». En la semblanza sobre su carrera, la institución se expresa del galardonado en estos términos: 

...a su valía como deportista une unos siempre resaltados valores personales —sencillez, simpatía, accesibilidad a todos y compañerismo— que le han llevado a convertirse en un auténtico mito para la juventud actual de su país. Sobre Cuba, ha declarado que allí los atletas somos unos privilegiados [...] Nunca saldré de Cuba para no volver. Amo demasiado a mi patria y, además, estoy comprometido para sacarla a flote.

Sotomayor retornó al campeonato mundial en pista cubierta en 1995, en el que saltó 2,37 m y con el que se colgó la medalla de oro por tercera vez. Además acudió por tercera ocasión a los Juegos Panamericanos que se realizaron en Mar del Plata (Argentina) y nuevamente se alzó con la medalla dorada con un salto de 2,40 m marca de la competencia todavía vigente. En tanto, en el campeonato mundial de Gotemburgo (Suecia) se ubicó en el segundo puesto con 2,37 m. Hasta ese año había saltado más de 2,30 m en 192 competiciones y desde 1988, diecisiete de ellas habían sido por encima de los 2,40 m.

### Segunda participación en Juegos Olímpicos y otras victorias internacionales
Para 1996, los años de trabajo comenzaron a perjudicar el físico de Sotomayor.  En lo que era su segunda asistencia a los Juegos Olímpicos, en esa ocasión realizados en Atlanta (Estados Unidos) se presentó aquejado de una lesión en su pierna izquierda, la que le servía para el impulso ascendente. Apenas alcanzó los 2,25 m en la ronda final, ganada por el estadounidense Charles Austin quien saltó 2,39 m.
La quinta presentación de Sotomayor en campeonatos mundiales ocurrió en 1997. Las dudas sobre su desempeño pesaban sobre el cubano. Sin embargo, había demostrado buen estado de forma antes del evento, e incluso se atrevió a dar un pronóstico: que el ganador sería aquel que saltase 2,37 m. De hecho, él mismo logró esa marca y por consiguiente la medalla dorada con un salto preciso en su segundo intento, que no pudo ser superado por Artur Partyka ni Tim Forsyth, quienes acabaron con 2,35 m. En 1998 sus resultados más relevantes fueron un primer puesto en el Grand Prix Final de Moscú con 2,31 m y un segundo lugar en la Copa del Mundo de Atletismo de Johannesburgo con registro de 2,28 m.
Tras estar ausente del campeonato mundial en pista cubierta en 1997, retornó en 1999 en la edición de Maebashi (Japón). En esa oportunidad, ejecutó cuatro saltos sin fallos en la ronda final, siendo la de 2,36 m la que le brindó la cuarta victoria bajo techo en su récord personal. Sotomayor declaró después del triunfo que para enfrentar el certamen se había sentido en buena forma y muy fuerte, aunque un poco cansado.

### Acusaciones de dopaje
Para el mes de julio de 1999 se presentó por cuarta vez a los Juegos Panamericanos, los cuales se desarrollaron en Winnipeg (Canadá). Con un registro de 2,30 m se adjudicó también la cuarta presea dorada consecutiva en el certamen continental. Sin embargo, días después el presidente de la ODEPA, Mario Vázquez Raña, hizo el anuncio oficial que el examen antidopaje realizado al atleta cubano había resultado positivo, ya que se había encontrado la cantidad de 200 nanogramos de cocaína en la orina. El anuncio tomó por sorpresa al mundo deportivo y conmocionó a la delegación cubana y al mismo país. Por su parte, las autoridades anunciaron el retiro de la medalla ganada en Winnipeg y la Asociación Internacional de Federaciones de Atletismo (IAAF) le impuso dos años de suspensión.
En su defensa, el médico de la delegación cubana, Mario Granda, llegó a decir que todo se trataba de una «manipulación» y aseveró que el atleta había tomado té de coca para el dolor de estómago. El mismo Sotomayor adujo que todo se trataba de una «canallada» y alegó que no necesitaba nada para saltar los 2,30 m en Winnipeg, una marca que había sobrepasado más de 300 veces en su carrera. Incluso destacó las diversas pruebas antidopaje a que había sido sometido desde que saltó a la fama en el mundo del atletismo, y reveló su asistencia al psicólogo para afrontar el problema. Pese a todo, también resaltó las muestras de apoyo de sus paisanos y el mismo gobierno cubano.
Debido a la sanción se especuló su retiro del atletismo. Sin embargo, la IAAF decidió acortar el castigo a un año. Los miembros del consejo directivo, entre ellos Alberto Juantorena, decidieron darle una «oportunidad de rehabilitación» sobre la base de su «excepcional carrera». Asimismo, se destacaron los más de 300 controles antidopaje por los que había pasado Sotomayor, todos con resultados negativos. Se tuvo en cuenta también otorgarle la posibilidad de asistir a los Juegos Olímpicos de Sídney en el 2000 para cerrar su notable trayectoria. Por su parte, las autoridades del deporte en Cuba como el presidente del Instituto del Deporte se mostró contento aunque no satisfecho, ya que aún pesaban las dudas sobre la inocencia de Sotomayor. También el presidente del Comité Olímpico Cubano insistió en la «manipulación de laboratorio» aunque aceptó no saber por parte de quién ni de qué manera se había confabulado.

### Retiro y nuevas acusaciones de dopaje
Con una escasa preparación y treinta tres años sobre sus espaldas, se hizo presente en los Juegos Olímpicos de Sídney. Llegó a la final en la que ganó la medalla de plata en medio de un clima lluvioso, una situación que lo ponía como el peor en competencia, según sus propias palabras. Su marca fue de 2,32 m mientras que la victoria se la agenció Sergey Klyugin de Rusia con 2,35 m y el tercer puesto terminó para  Hammad Abderahmane de Argelia, que también saltó 2,32 m en un intento como Sotomayor, pero había fallado dos veces para superar los 2,29 m. Terminado el concurso afirmó que habían sido sus últimos Juegos.
A principios del 2001, realizó su séptima asistencia al campeonato mundial en pista cubierta, que tuvo lugar en Lisboa(Portugal) y se ubicó en la quinta posición con un registro de 2,25 m. En esa oportunidad el ganador fue el sueco Stefan Holm quien marcó 2,32 m. Ese año también decidió tomar parte de su sexto campeonato mundial, que se desarrolló en Edmonton (Canadá). 
En Edmonton, se clasificó para la final con un salto de 2,27 m en la ronda preliminar, mientras se encontraba aquejado de indigestión. Él consideraba que la marca que decidiría el campeón sería la de 2,35 m un objetivo que consideraba difícil de conseguir aunque no imposible. Al final terminó con registro de 2,33 m que también habían logrado los rusos Yaroslav Rybakov y  Vyacheslav Voronin por debajo del ganador Martin Buss de Alemania (2,36 m), pero el criterio de desempate lo ubicó en el cuarto puesto. Tras el resultado expresó que en el futuro solo competiría en dos o tres torneos en Europa, y posteriormente se  podría dedicar a ser entrenador en la federación de su país.
Sin embargo, anunció su retirada del atletismo en el mes de octubre, precisamente en el día de su cumpleaños y cuando se realizaba la presentación del equipo de béisbol de Cuba que participaría en el campeonato mundial de Taiwán. En la conferencia estableció como la causa de la decisión las constantes lesiones en sus tendones.
Poco después las acusaciones de dopaje volvieron a aparecer. En noviembre de ese mismo año, se dio a conocer que el examen realizado tras su participación en la Reunión Internacional de atletismo de Tenerife, Islas Canarias (España) en el mes de julio, había arrojado resultados positivos por nandrolona. La noticia dio paso a las críticas por el anuncio tardío y la reducción de la sanción a Sotomayor ocurrida en 1999. Incluso circuló la versión de que la federación cubana había aceptado el dopaje, algo que fue negado rotundamente por el atleta.

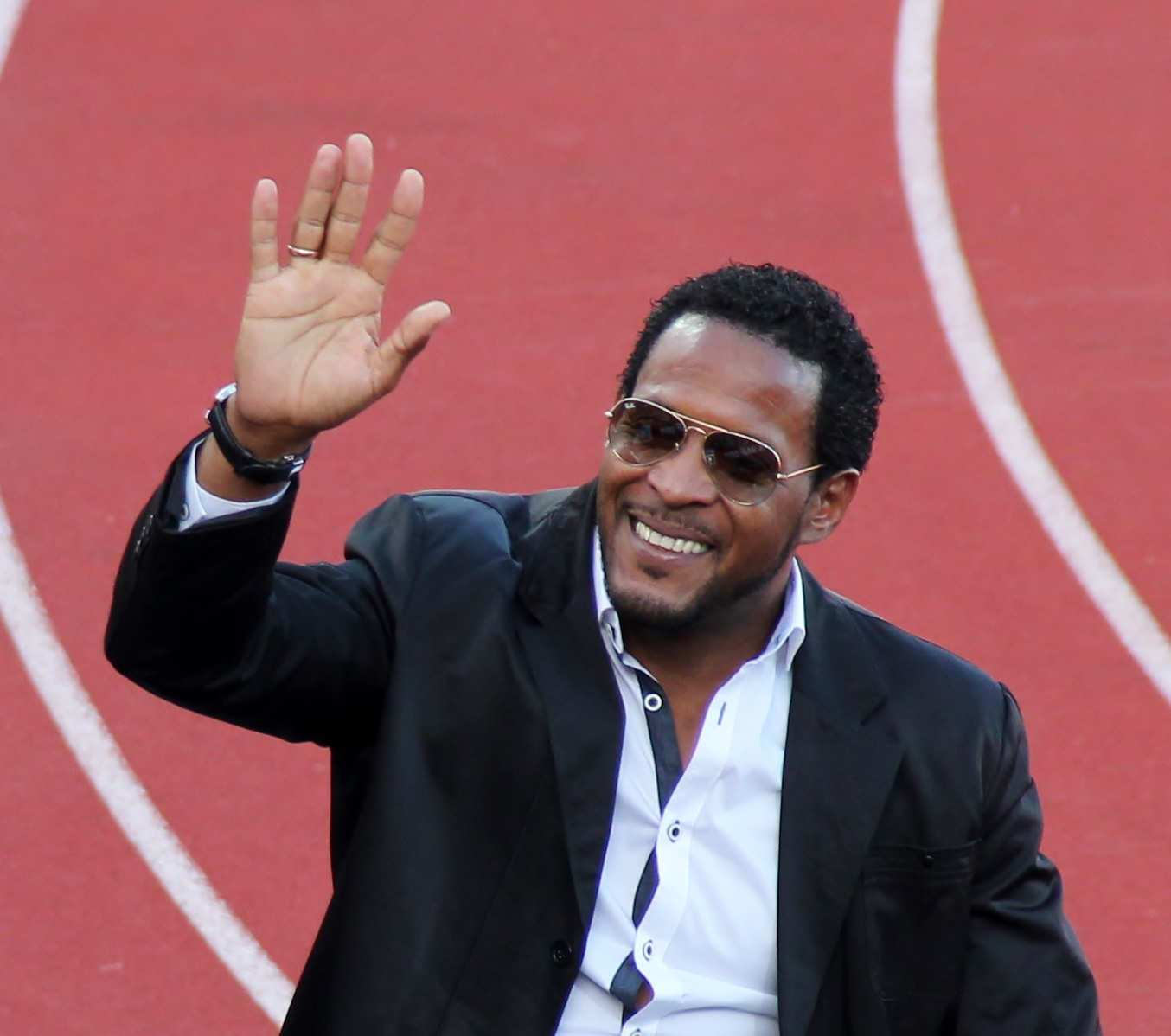
Javier Sotomayor en julio de 2015.

Sotomayor volvió a defender su inocencia y resaltó los dieciocho controles a que había sido sometido ese año, algunos por sorpresa y uno realizado cuando estaba de vacaciones en la playa de Varadero. Todo parecía, según él, una «campaña» contra su persona. Sea como fuere la IAAF confirmó el resultado del examen en enero del 2002. La resolución suponía una suspensión de por vida, pero ya no tenía eficacia por el retiro del atleta, aunque su participación en el campeonato de Edmonton fue desconocida.

### Después del retiro
Terminada su carrera en el atletismo, obtuvo el grado de licenciado en cultura física y deportiva, que le ha permitido entrenar a los atletas de su país. Además, ha ostentado los cargos de presidente de la Subcomisión de Atención a los Atletas y el de miembro del comité de la Federación Cubana de Atletismo.
En el año 2007 fue ingresado al Salón de la Fama de la Confederación Centroamericana y del Caribe de Atletismo y en el 2011 fue reconocido con el premio «Deporte inspiración para la Juventud» por parte del Comité Olímpico Internacional. Asimismo, fue invitado para la exhibición temporal en ocasión del centenario de la IAAF que tuvo lugar en Barcelona, en la que se mostró la camiseta que vestía cuando implantó la marca mundial de 2,45 m.

## Vida privada
Los padres de Javier Sotomayor son Gabrier Sotomayor y Aurora Sanabria. Es el segundo de sus hermanos: Gabrier y Darier. Actualmente está casado con Amaya Gonzalez y tiene cinco hijos, 4 varones y una mujer.
Desde 2015 también posee la nacionalidad española, firmada en la embajada de España en La Habana.

## Progresión de marcas personales

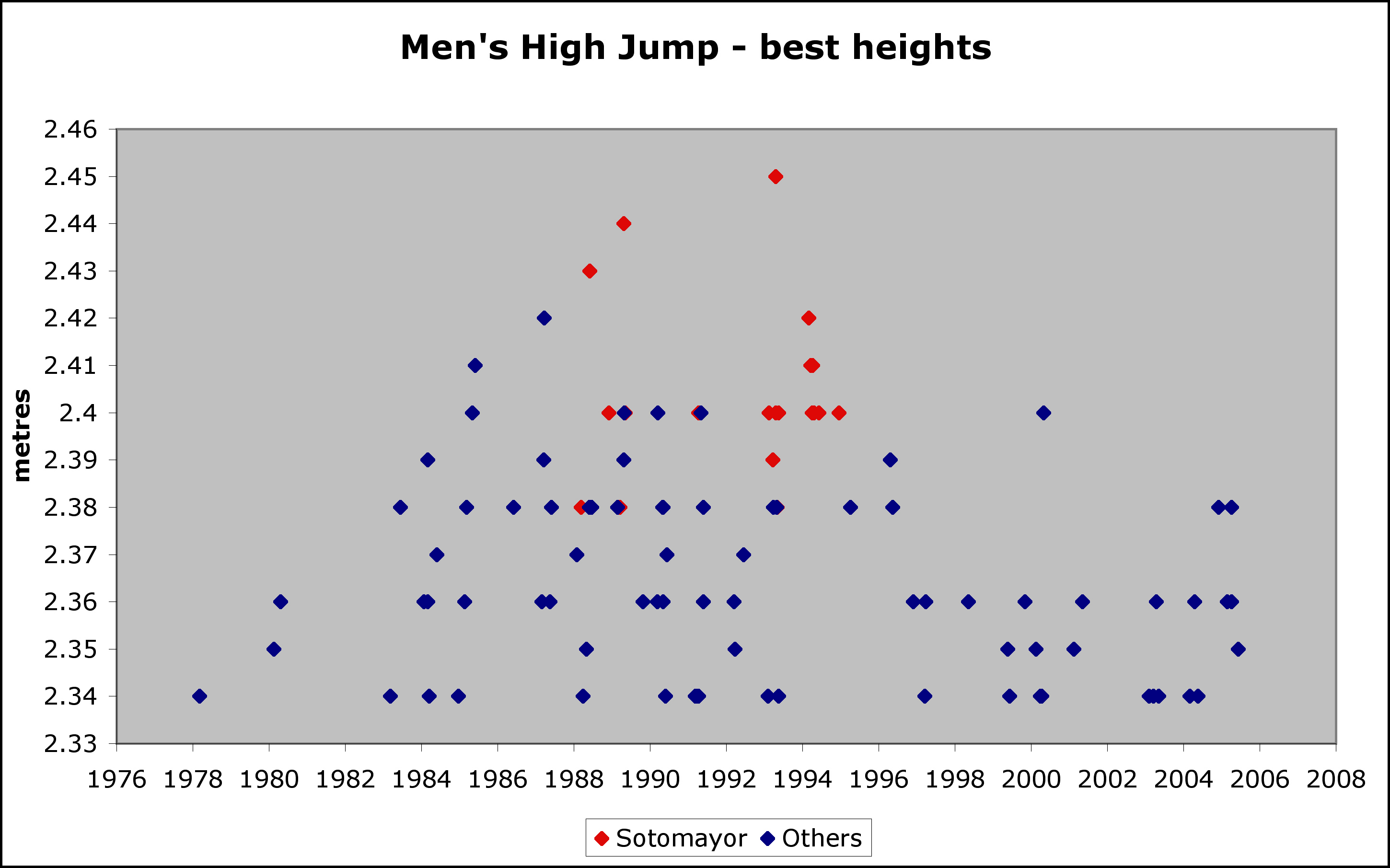
Gráfico con los mejores saltos de la historia. Los de Sotomayor en rojo.

| Año  | Marca  | Lugar                | Fecha            |
| ---- | ------ | -------------------- | ---------------- |
| 2001 | 2,30 m | Rétino               | 1 de julio       |
| 2000 | 2,32 m | Sídney               | 24 de septiembre |
| 1999 | 2,34 m | Saint-Denis          | 3 de julio       |
| 1998 | 2,37 m | Maracaibo            | 20 de agosto     |
| 1997 | 2,37 m | Atenas               | 6 de agosto      |
| 1996 | 2,33 m | Atlanta              | 18 de mayo       |
| 1995 | 2,40 m | Mar del Plata        | 25 de marzo      |
| 1994 | 2,42 m | Sevilla              | 5 de junio       |
| 1993 | 2,45 m | Salamanca            | 27 de julio      |
| 1992 | 2,36 m | Zúrich               | 19 de agosto     |
| 1992 | 2,36 m | Eberstadt            | 4 de julio       |
| 1991 | 2,40 m | Saint-Denis          | 19 de julio      |
| 1990 | 2,36 m | Jerez de la Frontera | 3 de septiembre  |
| 1989 | 2,44 m | San Juan             | 29 de julio      |
| 1988 | 2,43 m | Salamanca            | 8 de septiembre  |
| 1987 | 2,37 m | Atenas               | 20 de junio      |
| 1986 | 2,36 m | Santiago de Cuba     | 23 de febrero    |
| 1985 | 2,34 m | La Habana            | 20 de marzo      |
| 1984 | 2,33 m | La Habana            | 19 de mayo       |
| 1983 | 2,17 m | La Habana            | 24 de julio      |

| Año  | Marca (pista cubierta) | Lugar      | Fecha         |
| ---- | ---------------------- | ---------- | ------------- |
| 2001 | 2,31 m                 | El Pireo   | 21 de febrero |
| 1999 | 2,36 m                 | Maebashi   | 7 de marzo    |
| 1996 | 2,38 m                 | Liévin     | 18 de febrero |
| 1995 | 2,38 m                 | Barcelona  | 12 de marzo   |
| 1995 | 2,38 m                 | Liévin     | 19 de febrero |
| 1994 | 2,40 m                 | Birmingham | 26 de febrero |
| 1994 | 2,40 m                 | Wuppertal  | 4 de febrero  |
| 1993 | 2,41 m                 | Toronto    | 14 de marzo   |
| 1989 | 2,43 m                 | Budapest   | 4 de marzo    |

## Palmarés
- Juegos Olímpicos de verano
  - Medalla de oro en los Juegos Olímpicos de Barcelona 1992.
  - Medalla de plata en los Juegos Olímpicos de Sídney 2000.
- Campeonato Mundial de Atletismo
  - Medalla de oro en los Campeonato mundial de atletismo de 1993 de Stuttgart.
  - Medalla de oro en los Campeonato mundial de atletismo de 1997 de Atenas.
  - Medalla de plata en los Campeonato mundial de atletismo de 1991 de Tokio.
  - Medalla de plata en los Campeonato mundial de atletismo de 1995 de Gotemburgo.
- Campeonato Mundial de Atletismo en Pista Cubierta
  - Medalla de oro en el Campeonato Mundial de Atletismo en Pista Cubierta de 1999 de Maebashi.
  - Medalla de oro en el Campeonato Mundial de Atletismo en Pista Cubierta de 1995 de Barcelona.
  - Medalla de oro en el Campeonato Mundial de Atletismo en Pista Cubierta de 1993 de Toronto.
  - Medalla de oro en el Campeonato Mundial de Atletismo en Pista Cubierta de 1989 de Budapest.
  - Medalla de bronce en el Campeonato Mundial de Atletismo en Pista Cubierta de 1991 de Sevilla.
  - Medalla de plata en los Juegos Mundiales en Pista Cubierta de 1985 de París.
- Copa del Mundo de Atletismo
  - Medalla de oro en la Copa Mundial de Atletismo de 1994 en Londres.
  - Medalla de plata en la Copa Mundial de Atletismo de 1998 en Johannesburgo.
  - Medalla de plata en la Copa Mundial de Atletismo de 1992 en La Habana.
  - Medalla de bronce en la Copa Mundial de Atletismo de 1989 en Barcelona.
  - Medalla de bronce en la Copa Mundial de Atletismo de 1985 en Canberra.
- Universiadas
  - Medalla de oro en la Universidad de 1989 de Duisburgo.
- Juegos Panamericanos
  - Medalla de oro en los Juegos Panamericanos de 1995 de Mar del Plata.
  - Medalla de oro en los Juegos Panamericanos de 1991 de La Habana.
  - Medalla de oro en los Juegos Panamericanos de 1987 de Indianápolis.
- Juegos Centroamericanos y del Caribe
  - Medalla de oro en los XVIII Juegos Centroamericanos y del Caribe de Maracaibo.
  - Medalla de oro en los XVII Juegos Centroamericanos y del Caribe de Ponce.
  - Medalla de oro en los XVI Juegos Centroamericanos y del Caribe de Ciudad de México.
- Campeonato Centroamericano y del Caribe de Atletismo
  - Medalla de oro en el Campeonato Centroamericano y del Caribe de Atletismo de 1989 de San Juan.

- Plusmarcas mundiales
  - Plusmarca mundial con 2,43 m el 8 de septiembre de 1988 en Salamanca (España) y 4 de marzo de 1989 en Budapest (Hungría)
  - Plusmarca mundial con 2,44 m en 1989 en San Juan (Puerto Rico)
  - Plusmarca mundial con 2,45 m el 27 de julio de 1993 en Salamanca (España)